# NOiSE
『NOiSE』（ノイズ）は弐瓶勉のSFアクション漫画。『アフタヌーンシーズン増刊』（講談社）にて第2号から第7号まで掲載された。本作は、商業誌デビュー以前のアフタヌーン四季賞への投稿作品（佳作・雑誌未掲載。同賞に入選したデビュー作『BLAME』以前の投稿作）をベースとしてリメイクされた作品である。
本作品『NOiSE』の世界観は、長編作品である『BLAME!』の数千年前という設定になっており、2つの作品世界は完全に繋がっている。本作では『BLAME!』の世界を変容させてしまった「厄災」の発端が描かれる。
第1章と最後の11ページを除いてスクリーントーンが用いられておらず、ペンの筆致だけで質感の表現が試みられている。また、第5章は収録に際して大幅なページの追加とコマ割り構成の変更が行われている。

## 主要な登場人物
裾野結（すその むすび）
本作の主人公。児童課に所属する警察官の女性。連続児童誘拐事件の捜査を担当している。
捜査の渦中で相棒のクローサーを失い、警察官を罷免、市民権の停止などの逆境に遭いながらも、犯罪者である「教団」の壊滅に執念を燃やす。
度重なる教団の刺客による襲撃でついに死亡するが、セーフガードの手でその超技術力により復活。ネットスフィアの意思に沿うよう洗脳される直前で、クローサーの助力により脱出。
珪素生物と同様の技術によって不老不死の戦闘生命体となった彼女は、以後数十世紀にわたって教団勢力と戦い続ける。
クローサー
児童課の警察官の男性。結とコンビを組んで、児童誘拐事件の捜査にあたる。
教団の関連施設を捜査中に誘拐され行方不明となったあと、教団の「儀式」によって異形の生物へと変容させられてしまう。正気を失って結に襲いかかるも、謎の「剣」の一撃により破壊された。
完全に死亡したと思われていた彼だが、ネットワーク上にその意識のみを残留させて存在し続けていた。ネットスフィアの戦闘要員として洗脳寸前であった結にアクセスし、彼女の覚醒と脱出に成功。以後、永きに渡って彼女のサポートをしていく。

## 用語解説
剣
物語の序盤で結が武器商から購入した正体不明の武器。やや反りのある幅広の短い刀身だが刃は付いておらず、鞘を払った状態では鉈に近い外観を持つ。刀身には「SG」という文字とセーフガードのシンボルマークの刻印がなされる。特定条件下で柄のスイッチを入れることによって起動する。当初は用途、用法ともに不明であったが、「教団」が呼び出した怪物に反応して起動可能となった。その威力は凄まじく、横薙ぎに振り切った衝撃で階層都市のフロアごと破壊してしまうほどである。
『BLAME!』では珪素生物がこれに似た武器を装備している様子が描かれている。
教団
セーフガードから盗んだ「人体を珪素基系物質で再構築する技術」を用いて「儀式」を行うカルト教団。ネット端末移植を受けていない子供を誘拐して人体実験を行っていた。本作終盤に「カオスへの殉教」を達成して人間とは異なる生物種に姿を変えたとの事（『BLAME!』に登場する珪素生物の前身）。
高速路線警備保障社
都市の鉄道車両の運行を維持する組織。実行部隊は重火器で武装しており、処刑権限を持つ。
教団の刺客の襲撃によって車両とホームが破壊された際に、「私設物損壊罪」との罪状で結を拘留するが、教団の刺客の追撃に巻き込まれて現場の部隊は壊滅する。
ネット端末移植（ネットたんまつインプラント）
サイバーパンクにおいてよく見られる、脳を直接ネットワークに繋げる為のインプラントの事。この世界ではネット端末移植のない人間はインフラ設備の利用が限定的となる。
ネットスフィア
作中の世界の行政機関である「統治局」から公共サービスの運営を任されている存在。全てのネット接続企業を統合するという計画を実行し、完全なネットワーク管理による社会の構築を目指す。
セーフガード
ネットスフィア及びネットの入会者の安全を守る為に設立された組織。「ネット端末移植を持たない者を積極的に排除する」と明言する。

## あらすじ

### 第1章：降魔術
子供達の誘拐事件を追っていた児童課の警察官裾野結とクローサーは、人体実験により頭部に器機を差し込まれた遺体を荒廃した都市の一角で発見する。動揺を抑えられない結を一人残し、クローサーは何者かに連れ去られて姿を消す。
同僚が行方不明になった責任から上司に銃の使用を制限された結は、代用の武器を手に入れる為日頃取り締まっている武器商を訪れる。彼女はそこで見つけた「剣」に何故か心引かれ、サブマシンガンと共に購入する。
再び現場を訪れた彼女の前に蛙に似た奇怪な覆面をかぶった小人が現れ、彼女の足元へクローサーの顔面の皮を投げつける。笑いながら走り去る小人を追う彼女が辿り着いたのは、巨大な円筒状の器機が並び轟音に包まれたフロア。そして、十字架に掲げられ機械が繋がれ、変わり果てた姿のクローサーだった。山羊の頭蓋骨型の仮面をかぶった司祭は器機のスイッチを押し、クローサーの身体を無機質で表情を持たない異形に変質させた。
襲い掛かる元クローサーに対し結は銃器の引き金を引くが、命中した弾丸は全く傷を付けられなかった。絶体絶命の窮地の彼女が咄嗟に「剣」の柄のスイッチに触れた時、突如「剣の刀身」から輝きが溢れ出た。結が振りぬいた剣から迸った光は異形と化したクローサーだけでなく、フロア内の巨大器機の全て、それらを内包する建築物ごと両断、破壊した。
「ネットのカオスの力を呼び出した」と言い放っていた司祭の属する教団。その壊滅を結は誓う。

### 第2章：暗殺者
先の建造物の破壊の一件によって、結の警察官としての特権は全て剥奪された。その勧告を受け家路に着くが、家は警告として教団に荒らされていた。また剣の手がかりを知る武器商も殺されていた。
その後電車に乗る結。そこにはフードを被った男と大きな箱がいた。箱を弄った後、フードの男は駅に降りる。電車に乗っている結はすれ違いざまにフードの男があの山羊の司祭であると気づく。そして箱の中身は変わり果てた二人の赤子と機器の群れだった。時限式のスイッチが入り、赤子たちはクローサーの時と同じく双頭の異形に変化する。
剣の力を振るうべく、電車を飛び降りて広い場所を探す結だったが、異形が行った車両とホームの破壊を結の行為と勘違いした警備部隊により取り押さえられる。その直後、双頭の異形が結を追って現れる。驚いた警備部隊は重火器で破壊を試みるが、双頭の異形の持つ武器の前に壊滅状態となる。
手錠で拘束されていた結だったが、剣で手錠を切ることに成功し、刀身の出力が調節できることを知る。そして双頭の異形が警備部隊を一掃しようとする隙をつき、一刀両断に破壊した。
涙を流しながらも、結は教団の壊滅に人生を懸けることを再び強く誓う。

### 第3章：ネット端末移植
結は教団の情報を得る為、最下層にある旧市街へと赴く。そこで誘拐現場を目撃したという子供の情報を得る。子供に会いに行くため、最下層を歩く結。そこで会った子供はネット端末移植を受けていた。この地区の子供のほとんどは高価なネット端末移植を受けておらず、そして教団が誘拐したのはいずれも移植を受けていない子供だけだったのだ。

### 第4章：贄
単身、独自に調査を続ける結。だが、ある日突然、都市の公共サービスを利用できなくなってしまう。統治局の質問センターに問い合わせたが、「裾野結様というお名前での市民登録は存在しておりません」と、にべも無い。どうやら、何者かに市民権を抹消されたようだ。
すると、そこへ公衆電話のけたたましいベル音が鳴り響く。訝しみながらも、受話器に手を伸ばす結。電話の相手は教団に殺害されたはずのクローサーだった。彼は、かの一件で肉体を失いながらも、意識をネットスフィアに残存させ生き続けていたのだ。
クローサーは結に、セーフガードという組織が彼女を捜していること、教団も彼女のことを追っていることを、助言する。しかし、クローサーのアクセスが教団に感知されてしまった。
瞬時に、教団からの刺客、重武装した珪素生物2体が現れる。珪素生物の登場に反応した「剣」を振るい戦おうとする結。だが、抵抗むなしく、結は腕と頭部を切断され惨殺されてしまう。

### 第5章：屍の暴走
巨大な塔の中の一室に結はいた。椅子に腰かける彼女の傍らには、額にセーフガードのシンボルマークを掲げた男が一人。「気分はどうだね裾野結」。
ここはどこか、と問いかける結に男は答える。ここは、ネットスフィアの空間でセーフガードの管理する領域である。基底現実では医療スタッフが結を蘇生させており、意識のみが今ここにある。結の体は新規構築され最高の技術が投入された珪素基系のものにされる。完成したならば、セーフガードの一員として我々に助力せよ、と。
要は、命を助けてやる代わりに協力しろ、と、強要しているのである。男の独善的な態度に、強い拒否の意思を示す結。
だが、男は無視して続け、「君には洗脳を施す」、「ネット端末移植のない人間は積極的に排除しろ」、「教団が誘拐した子供達に生存者がいたら殺せ」などと暴言を吐く。怒りに震える裾野結。
次の瞬間、結の意識は基底現実の自分の体の中に突如帰ってくる。ネットを介して侵入したクローサーが彼女の意識を強制的に覚醒させたのだ。
セーフガードの力を使い、統治局の研究施設から逃亡を図る結。そこに再び教団の刺客が現れる。だが、最高峰の技術で作り上げられた体に珪素生物の攻撃は全く効かず、結は難無く2体の珪素生物を返り討ちにし、研究施設からも脱出した。

### 最終章：聖地
教団の本拠地に乗り込んだ裾野結。圧倒的な戦闘力でその場にいる全ての珪素生物を打ち倒し、教団の壊滅に成功する。
しかしながら、ネットスフィアの暴走は止まらなかった。その後、3000年間に渡り結は戦い続けたが、都市構造体の機能を利用して珪素生物たちはその個体数を増やし続け、教団の宿願である「カオスへの殉教」は達成されてしまった。珪素生物たちはもはや人間とは異なる生物種へと姿を変え、都市に寄生して今も生き続けている。
クローサーは200年前に死んだ。もう一世紀以上人を見かけていない。「私は間に合うことが出来なかった」、裾野結は教団から取り返した「剣」を手に、一人佇む。

## 単行本
- 弐瓶勉『NOiSE』〈アフタヌーンKC〉 2001年10月23日発行 ISBN 4-06-314278-7
  - 収録作品
    - NOiSE
    - 負の回廊：人間から珪素生物への転生を象徴的に描いた作品。単行本書き下ろしの短編（6ページ）。
    - BLAME：長編作品『BLAME!』の原型となった作品。1995年夏のアフタヌーン四季賞入選作、商業誌デビュー作品。